# Гадсон (Пенсільванія)
Гадсон (англ. Hudson) — переписна місцевість (CDP) в США, в окрузі Лузерн штату Пенсільванія. Населення — 1436 осіб (2020).

## Географія
Гадсон розташований за координатами 41°16′38″ пн. ш. 75°49′52″ зх. д. / 41.27722° пн. ш. 75.83111° зх. д. (41.277249, -75.831171).  За даними Бюро перепису населення США в 2010 році переписна місцевість мала площу 0,98 км², уся площа — суходіл.

## Демографія
Згідно з переписом 2010 року, у переписній місцевості мешкали 1443 особи в 650 домогосподарствах у складі 421 родини. Густота населення становила 1476 осіб/км².  Було 697 помешкань (713/км²).
Расовий склад населення:
| - 98,0 % — білих - 0,8 % — чорних або афроамериканців - 0,3 % — азіатів - 0,1 % — корінних американців |

До двох чи більше рас належало 0,7 %. Частка іспаномовних становила 0,7 % від усіх жителів.
За віковим діапазоном населення розподілялося таким чином: 17,0 % — особи молодші 18 років, 62,4 % — особи у віці 18—64 років, 20,6 % — особи у віці 65 років та старші. Медіана віку мешканця становила 47,2 року. На 100 осіб жіночої статі у переписній місцевості припадало 90,4 чоловіків;  на 100 жінок у віці від 18 років та старших — 89,7 чоловіків також старших 18 років.
Середній дохід на одне домашнє господарство  становив 58 052 долари США (медіана — 54 510), а середній дохід на одну сім'ю — 77 246 доларів (медіана — 70 192). За межею бідності перебувало 9,3 % осіб, у тому числі 7,6 % дітей у віці до 18 років та 4,3 % осіб у віці 65 років та старших.
Цивільне працевлаштоване населення становило 916 осіб. Основні галузі зайнятості: роздрібна торгівля — 15,0 %, мистецтво, розваги та відпочинок — 13,0 %, фінанси, страхування та нерухомість — 11,9 %, публічна адміністрація — 11,2 %.